# Aeroplane (canção)
"Aeroplane" é uma canção do Red Hot Chili Peppers de seu álbum de 1995, One Hot Minute. Foi o terceiro single lançado do álbum e um videoclipe foi gravado para a canção. Embora a música foi deixada de fora da banda, foi incluida no CD Greatest Hits e também no DVD.
Apesar de seus temas sombrios, é uma das canções mais optimista no One Hot Minute, com um slap e  um coral infantil da filha de Flea, Clara, e seus colegas.
A canção tem referencias sobre a banda norte-americana Mazzy Star com as letras "The star of Mazzy must/push her voice inside of me" (A estrela de Mazzy precisa/Empurrar sua voz pra dentro de mim).

## Canções do single
CD single 1
1. "Aeroplane"
2. "Bob"
3. "Backwoods" (ao vivo)
4. "Transcending" (ao vivo)
5. "Me and My Friends" (ao vivo)

- Faixas ao vivo gravadas em Rotterdam, Holanda 1995

Edição Limitado CD single 2
1. "Aeroplane" (álbum)
2. "Suck My Kiss" (ao vivo)
3. "Suffragette City" (David Bowie) (ao vivo)

- Faixas ao vivo gravadas em Rotterdam, Holanda 1995

## Desempenho nas paradas musicais
| Paradas                                     | Melhor posição |
| ------------------------------------------- | -------------- |
| Austrália - ARIA Singles Chart              | 35             |
| Canadá - RPM Singles Chart                  | 48             |
| Canadá - RPM Alternative 30                 | 1              |
| Estados Unidos - Hot Mainstream Rock Tracks | 12             |
| Estados Unidos - Alternative Songs          | 8              |
| Estados Unidos - Mainstream Top 40          | 30             |
| Reino Unido - UK Singles Chart              | 11             |